# Start a Fire
Start a Fire è un singolo della cantante azera Dilarə Kazımova, scritto da Stefan Örn, Johan Kronlund e Alessandra Günthardt.
La canzone è stata selezionata per rappresentare l'Azerbaigian all'Eurovision Song Contest 2014 di Copenaghen, in Danimarca.
La Kazımova si è esibita nella prima semifinale, dove si è classificata 9ª con 57 punti, e nella finale, dove si è classificata 22ª con 33 punti.